# 문화가중계
《문화가중계》는 매주 목요일 밤 12시 20분에 방송되는 SBS TV의 교양 프로그램이다. 연극, 무용, 음악 등 다양한 예술 공연을 방송하고 있으며 실제 공연을 녹화해 방송으로 보여주는 것이기 때문에 저작권 문제로 다시보기 서비스는 제공되지 않고 있으며, 접속! 무비월드, SBS 뉴스토리, 일요특선 다큐멘터리, 와이드 정보쇼 알고 보면과 함께 지역민방에서는 볼 수도 없는 프로그램이다.

## 방송 시간
| 방송 채널 | 방송 기간                           | 방송 시간                        | 방송 분량 |
| --------- | ----------------------------------- | -------------------------------- | --------- |
| SBS TV    | 2004년 11월 11일 ~ 2006년 2월 16일  | 매주 목요일 밤 12:55 ~ 1:55      | 1시간     |
| SBS TV    | 2006년 7월 14일                     | 매주 금요일 낮 3:00 ~ 4:00       | 1시간     |
| SBS TV    | 2006년 11월 24일 ~ 2007년 4월 13일  | 매주 금요일 낮 3:00 ~ 4:00       | 1시간     |
| SBS TV    | 2006년 7월 18일 ~ 2006년 10월 31일  | 매주 화요일 밤 12:35 ~ 1:35      | 1시간     |
| SBS TV    | 2006년 11월 17일                    | 매주 금요일 낮 3:40 ~ 4:30       | 50분      |
| SBS TV    | 2007년 6월 21일 ~ 2008년 3월 20일   | 매주 목요일 낮 3:00 ~ 3:55       | 55분      |
| SBS TV    | 2008년 3월 27일 ~ 2008년 5월 1일    | 매주 목요일 낮 3:10 ~ 3:55       | 45분      |
| SBS TV    | 2008년 5월 21일 ~ 2008년 11월 26일  | 매주 수요일 낮 3:00 ~ 4:00       | 1시간     |
| SBS TV    | 2008년 12월 6일                     | 매주 토요일 새벽 1:50 ~ 2:30     | 50분      |
| SBS TV    | 2009년 10월 6일 ~ 2012년 10월 23일  | 매주 화요일 낮 12:30 ~ 1:30      | 1시간     |
| SBS TV    | 2012년 10월 30일 ~ 2014년 2월 4일   | 매주 화요일 새벽 4:00 ~ 5:00     | 1시간     |
| SBS TV    | 2014년 10월 14일                    | 매주 화요일 새벽 4:00 ~ 5:00     | 1시간     |
| SBS TV    | 2014년 10월 28일 ~ 2014년 11월 11일 | 매주 화요일 새벽 4:00 ~ 5:00     | 1시간     |
| SBS TV    | 2014년 2월 25일 ~ 2014년 10월 7일   | 매주 화요일 새벽 3:55 ~ 4:55     | 1시간     |
| SBS TV    | 2014년 10월 21일                    | 매주 화요일 새벽 3:55 ~ 4:55     | 1시간     |
| SBS TV    | 2014년 11월 18일                    | 매주 화요일 새벽 2:10 ~ 3:10     | 1시간     |
| SBS TV    | 2014년 11월 25일 ~ 2015년 3월 24일  | 매주 화요일 새벽 2:05 ~ 3:05     | 1시간     |
| SBS TV    | 2015년 4월 4일 ~ 2015년 6월 27일    | 매주 토요일 새벽 2:20 ~ 3:20     | 1시간     |
| SBS TV    | 2015년 7월 4일 ~ 2018년 12월 1일    | 매주 토요일 새벽 5:00 ~ 6:00     | 1시간     |
| SBS TV    | 2019년 1월 5일 ~ 2021년 1월 23일    | 매주 토요일 새벽 5:00 ~ 6:00     | 1시간     |
| SBS TV    | 2018년 12월 6일 ~ 2018년 12월 27일  | 매주 목요일 새벽 1:00 ~ 2:00     | 1시간     |
| SBS TV    | 2021년 7월 1일 ~ 2021년 9월 15일    | 매주 목요일 새벽 1:00 ~ 2:00     | 1시간     |
| SBS TV    | 2021년 11월 18일                    | 매주 목요일 새벽 1:00 ~ 2:00     | 1시간     |
| SBS TV    | 2021년 12월 2일                     | 매주 목요일 새벽 1:00 ~ 2:00     | 1시간     |
| SBS TV    | 2021년 12월 16일                    | 매주 목요일 새벽 1:00 ~ 2:00     | 1시간     |
| SBS TV    | 2021년 1월 28일                     | 매주 목요일 밤 12:55 ~ 새벽 1:55 | 1시간     |
| SBS TV    | 2021년 2월 4일                      | 매주 목요일 밤 12:45 ~ 새벽 1:45 | 1시간     |
| SBS TV    | 2021년 2월 25일                     | 매주 목요일 밤 12:45 ~ 새벽 1:45 | 1시간     |
| SBS TV    | 2021년 2월 18일                     | 매주 목요일 밤 12:50 ~ 새벽 1:50 | 1시간     |
| SBS TV    | 2021년 9월 23일 ~ 2021년 11월 4일   | 매주 목요일 밤 12:50 ~ 새벽 1:50 | 1시간     |
| SBS TV    | 2021년 12월 9일 ~ 2022년 1월 6일    | 매주 목요일 밤 12:50 ~ 새벽 1:50 | 1시간     |
| SBS TV    | 2021년 3월 4일                      | 매주 목요일 밤 12:40 ~ 새벽 1:40 | 1시간     |
| SBS TV    | 2022년 2월 17일                     | 매주 목요일 밤 12:40 ~ 새벽 1:40 | 1시간     |
| SBS TV    | 2021년 3월 11일 ~ 2021년 6월 24일   | 매주 목요일 밤 12:55 ~ 새벽 1:55 | 1시간     |
| SBS TV    | 2021년 11월 11일 ~ 2021년 11월 18일 | 매주 목요일 새벽 1:10 ~ 2:10     | 1시간     |
| SBS TV    | 2022년 2월 10일                     | 매주 목요일 새벽 1:10 ~ 2:10     | 1시간     |
| SBS TV    | 2021년 11월 25일                    | 매주 목요일 새벽 1:30 ~ 2:30     | 1시간     |
| SBS TV    | 2022년 5월 26일                     | 매주 목요일 새벽 1:30 ~ 2:30     | 1시간     |
| SBS TV    | 2022년 1월 13일 ~ 2022년 2월 3일    | 매주 목요일 밤 12:30 ~ 새벽 1:30 | 1시간     |
| SBS TV    | 2022년 2월 24일 ~ 2022년 4월 28일   | 매주 목요일 밤 12:30 ~ 새벽 1:30 | 1시간     |
| SBS TV    | 2022년 5월 12일 ~ 2022년 5월 19일   | 매주 목요일 밤 12:30 ~ 새벽 1:30 | 1시간     |
| SBS TV    | 2022년 6월 2일 ~ 2023년 7월 27일    | 매주 목요일 밤 12:30 ~ 새벽 1:30 | 1시간     |
| SBS TV    | 2022년 5월 5일                      | 매주 목요일 밤 12:20 ~ 새벽 1:20 | 1시간     |
| SBS TV    | 2023년 8월 17일 ~                   | 매주 목요일 밤 12:20 ~ 새벽 1:20 | 1시간     |
| SBS TV    | 2023년 8월 3일                      | 매주 목요일 새벽 1:10 ~ 2:10     | 1시간     |
| SBS TV    | 2023년 8월 10일                     | 매주 목요일 밤 12:10 ~ 새벽 1:10 | 1시간     |

## 네트워크 방송사
| 방송 권역        | 방송사 | 비고 |
| ---------------- | ------ | ---- |
| 수도권           | SBS    |      |
| 부산/경남권      | KNN    |      |
| 울산권           | ubc    |      |
| 대구/경북권      | TBC    |      |
| 대전/세종/충남권 | TJB    |      |
| 광주/전남권      | kbc    |      |
| 충북권           | CJB    |      |
| 전북권           | JTV    |      |
| 강원권           | G1방송 |      |
| 제주권           | JIBS   |      |